# Svetlana Petrenko
Pour les articles homonymes, voir Petrenko.
Svetlana Petrenko (en roumain : Svetlana Petrenco) est une joueuse d'échecs moldave née le 27 mai 1974. Elle a les titres de grand maître international féminin d'échecs depuis 2001 et de maître international (titre mixte) depuis 2004. Elle remporta le championnat de Moldavie mixte en 2005 et douze fois le championnat de Moldavie féminin.

## Carrière
Svetlana Petrenko a remporté à douze reprises le championnat d'échecs moldave féminin : en 1993, toutes les éditions de 1998 à 2001, en 2012 et 2013, puis de nouveau toutes les éditions de 2015 à 2019. En 2005, elle remporta le championnat d'échecs mixte de Moldavie.
Petrenko reçut le titre de maître international féminin en 1996 puis le titre de grand maître international féminin cinq ans plus tard. En 2004, Svetlana Petrenko reçut le titre de maître international mixte (MI).
En 1999, Svetlana Petrenko termina à la première place du tournoi international d'échecs féminin de Bucarest. En 2004, elle remportz le tournoi d'échecs de Lvov. En 2005, elle gagna le tournoi international d'échecs féminin de Saint-Pétersbourg et s'adjugea la première place au tournoi international d'échecs féminin à Belgrade. En 2006 et 2007, elle remporta deux fois de suite le tournoi international d'échecs féminin de Belgrade.

### Parcours lors des championnats du monde féminins
Svetlana Petrenko participa au tournoi interzonal féminin de 1995, puis au championnat du monde d'échecs féminin en 2001 et 2004. 
Les championnats du monde d'échecs féminins de 2001 et 2004 étaient des tournois à élimination directe :
- en 2001 à Moscou, Svetlana Petrenko élimina Tatiana Kononenko au premier tour mais perdit contre Zhu Chen, future vainqueur du tournoi, au deuxième tour[3] ;
- en 2004 à Elista, elle a perdit contre Natalia Joukova dès le premier tour[4].

### Olympiades d'échecs féminines
Depuis 1998, Petrenko représente la Moldavie  lors des championnats d'Europe d'échecs par équipes féminines et des olympiades d'échecs féminines.
Svetlana Petrenko a représenté la Moldavie lors des olympiades féminines  à neuf reprises :
- elle est au premier échiquier de réserve, lors de l'Olympiade d'échecs de 1998 à Elista, en Russie (4 victoires (+), 0 (match nul (=), 4 défaites (-)),
- au premier échiquier lors de l'Olympiade d'échecs de 2002 à Bled, en Slovénie (+6, = 3, −3),
- au premier échiquier lors de l'Olympiade d'échecs de 2004 à Calvià, en Espagne (+6, = 6, −1),
- au premier échiquier lors de l'Olympiade d'échecs de 2006 à Turin, en Italie (+3, = 4, −4),
- au premier échiquier lors de l'Olympiade d'échecs de 2008 à Dresde, en Allemagne (+2, = 0, −8),
- au premier échiquier lors de l'Olympiade d'échecs de 2010 à Khanty-Mansiysk, en Russie (+2, = 3, −3),
- au premier échiquier lors de l'Olympiade d'échecs de 2012 à Istanbul, en Turquie (+4, = 3, -2),
- au deuxième échiquier lors de l'Olympiade d'échecs de 2014 à Tromsø, en Norvège (+5, = 2, -2),
- au deuxième échiquier lors de l'Olympiade d'échecs de 2016 à Bakou, en Azerbaïdjan (+2, = 1, −4).

### Championnat d'Europe des nations
Svetlana Petrenko a joué pour la Moldavie lors du championnat d'Europe d'échecs des nations:
- En 2001, au deuxième échiquier lors du 4e championnat d'Europe d'échecs par équipe (femmes) à León, en Espagne (+3, = 5, −1) et elle a remporté la médaille d'argent par équipe,
- En 2003, au premier échiquier lors du 5e championnat d'Europe d'échecs par équipe (femmes) à Plovdiv, en Bulgarie (+3, = 2, −4).

Lors du championnat d'Europe d'échecs des nations féminin en 2001, elle remporta la médaille d'argent par équipe avec Almira Skripchenko (l'équipe de Moldavie ne comportait que deux joueuses).